# فيكارج رود
فيكارج رود (بالإنجليزية: Vicarage Road)‏ هو ملعب كرة القدم في مدينة واتفورد بإنجلترا، بني الملعب الذي يتسع لحضور 20,877 متفرج في عام 1922. وهو الملعب الرئيسي لنادي واتفورد.